# V. Henrik (film, 2019)
Az V. Henrik (eredeti cím: The King) 2019-es amerikai–ausztrál történelmi dráma film, amelyet David Michôd rendezett.
A forgatókönyvet David Michôd és Joel Edgerton írták. A producerei Brad Pitt, Dede Gardner, Jeremy Kleiner, Liz Watts, David Michôd és Joel Edgerton. A főszerepekben Timothée Chalamet, Joel Edgerton, Sean Harris, Lily-Rose Depp és Robert Pattinson láthatók. A film zeneszerzője Nicholas Britell. A film gyártója a Plan B Entertainment, a Netflix, a Blue-Tongue Films és a Porchlight Films, forgalmazója a Netflix.
Amerikában 2019. oktober 11-én, Magyarországon 2019. november 1-jén jelent meg a Netflixen.

## Cselekmény
Henrik (Hal) Wales hercege IV. Henry király legidősebb fia. Hal és tréfás társa Falstaff kéjnők társaságában ivással töltik napjaikat. Apja meghívja Halt és tájékoztatja, hogy Hal öccse, Thomas fogja örökölni a trónt. Thomast küldik el a Hotspur megölésére, de a felháborodott Hal kardharcban megöli Hotspurot. Thomas azt kifogásolja, hogy Hal ellopta az összes dicsőséget előle. Röviddel ezután Thomas meghal a csatában.

## Szereplők
| Szereplő | Színész                  | Magyar hang     |
| --- | ------------------------ | --------------- |
| V. Henrik "Hal" | Timothée Chalamet        | Timon Barnabás  |
| Falstaff | Joel Edgerton            | Epres Attila    |
| A dauphin | Robert Pattinson         | Gacsal Ádám     |
| William Gascoigne | Sean Harris              | Görög László    |
| Filipa királyné | Thomasin McKenzie        | Engel-Iván Lili |
| IV. Henrik | Ben Mendelsohn           | Kőszegi Ákos    |
| Hotspur | Tom Glynn-Carney         | Baráth István   |
| Catherine | Lily-Rose Depp           | Staub Viktória  |
| Thomas | Dean-Charles Chapman     | Kenéz Ágoston   |
| VI. Károly | Thibault de Montalembert | Törköly Levente |
| Cambridge | Edward Ashley            | Bercsényi Péter |
| Lord Grey | Stephen Fewell           | Renácz Zoltán   |
| Hooper | Tara Fitzgerald          | Spilák Klára    |
| Canterburyi érsek | Andrew Havill            | Kautzky Armand  |
| Northumberland | Tom Fisher               | Jakab Csaba     |
| Dorset | Steven Elder             | Bácskai János   |
| Lord Chamberlain | Philip Rosch             | Holl Nándor     |
| Westmoreland | Tom Lawrence             | Hám Bertalan    |
| Beale | Josef Davies             | Baradlay Viktor |
| További magyar hangok |                          |                 |
| Bartók László, Berecz Kristóf Uwe, Bor László, Bordás János, Czifra Krisztina, Gyurin Zsolt, Kossuth Gábor, Mayer Marcell, Mohácsi Nóra, Németh Attila István, Pásztor Tibor, Szórádi Erika, Veszelovszki Janka, |                          |                 |

## Gyártás
2013-ban kiderült, hogy Joel Edgerton és David Michôd együttműködésével film készül William Shakespeare, IV. Henrik, Első és második rész és V. Henrik drámájából a Warner Bros. Pictures gyártásában. 2015. szeptember bejelentették, hogy Michôd lenne a film rendezője, a Warner Bros. meg gyártója és forgalmazója.
2018. februárjában Timothée Chalamet csatlakozott a filmhez, mint a film címszereplője. Brad Pitt, Dede Gardner és Jeremy Kleiner lettek a producerek. Végül a Warner Bros. helyet a Netflix lesz a film forgalmazója. Edgerton 2018. márciusában csatlakozott a film szereplőihez. 2018. májusában Robert Pattinson, Ben Mendelsohn, Sean Harris, Lily-Rose Depp, Tom Glynn-Carney és Thomasin McKenzie is csatlakoztak a szereplőkhöz. Dean-Charles Chapman júniusban csatlakozott a filmhez.

## Forgatás
Forgatás 2018. június 1-től augusztus 24-ig tartott. A forgatás helyszínei Anglia és Szilvásvárad volt. Sok jelenetet forgattak a berkeley kastélyban, Gloucestershire-ben. A koronázási jeleneteket a lincolni székesegyházban vették fel.